# Atílio Vivácqua (Espírito Santo)
Atílio Vivácqua es un municipio de la región sur del estado brasileño de Espírito Santo. Su población estimada en 2010 era de 9840 habitantes. La economía local está en una etapa de evolución, por ser una ciudad del interior, hace una gran producción de materia prima agrícola, como leche y plantaciones de café.